# 1991 في نيوزيلندا
فيما يلي قوائم الأحداث التي وقعت خلال عام 1991 في نيوزيلندا.

## رياضة
- 1 يناير – بطولة أمم أوقيانوسيا لكرة السلة 1991

## مواليد

### فبراير
- 2 فبراير – كاتلين كامبل لاعبة كرة قدم نيوزيلندية.
- 19 فبراير – إيثان ميتشل درّاج طريق نيوزيلندي.

### مارس
- 14 مارس – كورت بيكارد درّاج طريق نيوزيلندي.

### مايو
- 2 مايو – باتريك بيفن درّاج طريق نيوزيلندي.
- 3 مايو – هانا وول لاعبة كرة قدم نيوزيلندية.

### يونيو
- 3 يونيو – سارة ماكلولين لاعبة كرة قدم نيوزيلندية.

### يوليو
- 16 يوليو – سام ويبستر درّاج طريق نيوزيلندي.

### أكتوبر
- 28 أكتوبر – دوين بيلي لاعب كرة سلة نيوزيلندي.

### نوفمبر
- 5 نوفمبر – ماركو روخاس لاعب كرة قدم نيوزيلندي.

### ديسمبر
- 7 ديسمبر – كريس وود لاعب كرة قدم نيوزلندي.

## وفيات

### فبراير
- 12 فبراير – نورمان فيشر (مواليد 1916) ملاكم نيوزيلندي.

### يوليو
- 21 يوليو – آلان ويلسون (مواليد 1934)